# تششمة غلك سفلي
تششمة غلك سفلي (بالفارسية: چشمه گلک سفلی) هي قرية تقع في قسم بالابند الريفي في إيران. يقدر عدد سكانها بـ 186 نسمة بحسب إحصاء 2016.